# Nothomastix obliquifascialis
Nothomastix obliquifascialis là một loài bướm đêm trong họ Crambidae.